# 井上小百合 (演員)
井上小百合（日语：／ Inoue Sayuri */?，1994年12月14日—）是日本女藝人，為女子偶像團體乃木坂46前成員，埼玉縣本庄市出身，所屬經紀公司為SIS company。2011年以乃木坂46一期生身分出道，2020年4月27日自乃木坂46畢業，以演員為活動重心。

## 經歷
1994年12月14日，井上出生於埼玉縣本庄市，出生時家中庭院角落盛開著百合花，其父遂以之為名。初中三年級時在FM東京節目《SCHOOL OF LOCK!》聽到該節目與樂天「Toppo」合作企劃的「Toppa4」徵選活動，遂報名參加，結果獲得演出機會。2011年於高中二年級時參加日本電視台綜藝節目《偶像之穴〜尋找Nittelegenic！〜》的演出，並獲得候補生「最佳女孩獎」。後來因健康狀況不佳，頻繁進出醫院，遂以考上大學社會福利學系為目標。2011年夏季時在雜誌上見到有關乃木坂46一期生徵選的消息，便報名參加了。
2011年8月21日，通過最終審查正式成為乃木坂46創團成員，徵選時唱的曲目是AKB48的《真實自我》（自分らしさ）。由於從埼玉老家通車至乃木坂46練習處所相當遙遠，16歲時轉學至東京並一人在外租屋獨居。11月13日，開通了個人的乃木坂46官方博客。
2012年2月22日，以乃木坂46第一張單曲《窗簾圍繞》而正式出道。
2013年3月，從高中畢業。
2014年6月，在乃木坂46舞台劇《16人的主角trois》中，投票數獲得主要十角色之一。10月8日發行乃木坂46第10張單曲《第幾次的藍天？》的Under曲《那天我隨口說了一個謊言》（あの日 僕は咄嗟に嘘をついた），井上首度擔任歌曲的Center。
2015年1月1日，在「CDTV Special！跨年Premium Live 2014→2015」的表演中，代替生田繪梨花擔任《第幾次的藍天？》的Center，這也是她首度站上主打歌的Center。1月10日，與西野七瀨、櫻井玲香、中田花奈、永島聖羅、能條愛未、若月佑美一起在乃木神社舉行成人式。
2017年8月31日，應邀擔任故鄉本庄市的首任觀光宣傳大使、Hanipon大使。9月4日，在乃木坂46第19張單曲《及時行事》首次獲選為福神。10月1日，自渡邊米麗愛手中接任廣播節目《乃木坂46的「乃」》的主持工作，成為第12任主持人。12月3日，接任將從乃木坂46畢業的中元日芽香，成為《電台啊！星期日》的第二代副主持人。
2018年12月12日，發行首本個人寫真集《存在》，遠赴瑞士拍攝，以3.3萬銷量取得Oricon公信榜書籍週榜寫真集部門第一位，綜合部門則是第4位。累計發行達7萬本。同年的書籍年榜寫真集部門則以5.1萬的銷量取得第7位。
2019年7月19日，官方宣布井上不參與乃木坂46第24張單曲，乃因之前療養的膝蓋舊疾惡化，本人考慮了之後團體和舞台的活動做出此決定。10月5日，於官方部落格中宣布畢業。
2020年3月13日至4月1日演出的舞台劇《恐怖小店》結束前都會以乃木坂46成員身份活動。3月24日，宣布畢業時間為4月27日。4月27日，正式從乃木坂46畢業。5月1日，井上自乃木坂46時代所屬的乃木坂46合同會社，移籍至SIS company。同日，開設個人Twitter帳號。5月28日，井上位於乃木坂46內的部落格正式關閉。7月6日，開設個人YouTube頻道。8月5日，開設官方粉絲俱樂部「SYRUP」。
2024年7月16日，宣布將於7月底關閉開設約4年的官方粉絲俱樂部。8月19日，開設新的官方粉絲俱樂部。
2025年3月31日，宣布與樂隊組合7ORDER副隊長長妻怜央結婚，並已懷孕。

## 人物
井上家裡共有5個兄弟姊妹，上面有3個哥哥，自己排行老四，亦是長女。暱稱為Sayunyan（さゆにゃん），是同團成員永島聖羅所取。Catch Phrase（自我介紹詞）「請將你的心交給Sayunyan」（あなたのハートをくださゆにゃん）。喜歡的顏色是白色，喜歡的電影是《搖擺女孩》。喜歡的食物是豬排丼，喜歡喝歐蕾咖啡，由於喉嚨較細，進食十分緩慢，尤其吃完蕎麥麵後不喜歡殘留在喉間的香氣，只好用蝦子來掩蓋其味道。拿手菜是烹煮類食物，因雙親工作繁忙，小一開始便自行煮飯。
乃木坂中推崇的成員是白石麻衣，尊敬的女藝人是Perfume、E-girls等；並以AKB48的渡邊麻友、《天裝戰隊護星者》的紅護星天使為目標。自小接觸音樂，小學時在吹奏樂社團負責次中音薩克斯風，中學時在輕音樂社團擔任主唱。受到哥哥的影響，自小便喜歡《超級戰隊系列》影集，最初接觸的是《激走戰隊車連者》，也因此喜愛特攝片。井上喜歡《魔法戰隊魔法連者》的歌曲、《忍風戰隊破裏劍者》的變身方式以及《星獸戰隊銀河人》等，因此憧憬的男性代表是《天裝戰隊護星者》的「護星騎士」（ゴセイナイト）。希望有朝一日能成為東映東京攝影棚的工作人員。平時的興趣是音樂、收藏古董。自從到東京工作後，為了多接觸大自然而培養出遊覽日式庭園的興趣，都內最喜歡的庭園為六義園。

## 音樂作品
- 標註「★」符號表示該首歌曲有拍攝MV。

### 單曲
乃木坂46
|      | 發行日期       | 單曲名稱           | 參與歌曲名稱              | MV | 備註             |
| ---- | -------------- | ------------------ | ------------------------- | -- | ---------------- |
| 01st | 2012年02月22日 | 窗簾圍繞           | 窗簾圍繞                  | ★  | 出道作品 選拔    |
| 01st | 2012年02月22日 | 窗簾圍繞           | 可能想見你                | ★  |                  |
| 01st | 2012年02月22日 | 窗簾圍繞           | 不想失去                  | ★  |                  |
| 01st | 2012年02月22日 | 窗簾圍繞           | 乘著白雲                  |    |                  |
| 01st | 2012年02月22日 | 窗簾圍繞           | 乃木坂之詩                | ★  |                  |
| 02nd | 2012年05月02日 | 來吧Shampoo！      | 來吧Shampoo               | ★  | 選拔             |
| 02nd | 2012年05月02日 | 來吧Shampoo！      | 心之靈藥                  |    |                  |
| 02nd | 2012年05月02日 | 來吧Shampoo！      | HOUSE!                    |    |                  |
| 03rd | 2012年08月22日 | 奔馳吧！Bicycle    | 奔馳吧！Bicycle           | ★  | 選拔             |
| 03rd | 2012年08月22日 | 奔馳吧！Bicycle    | 人為什麼奔跑？            | ★  |                  |
| 03rd | 2012年08月22日 | 奔馳吧！Bicycle    | 沉默的吉他                | ★  |                  |
| 04th | 2012年12月19日 | 制服模特兒         | 制服模特兒                | ★  | 選拔             |
| 04th | 2012年12月19日 | 制服模特兒         | 指望遠鏡                  | ★  |                  |
| 04th | 2012年12月19日 | 制服模特兒         | 來得及的溫柔              |    |                  |
| 05th | 2013年03月13日 | 你就是希望         | 你就是希望                | ★  | 選拔             |
| 05th | 2013年03月13日 | 你就是希望         | 乾脆一點                  | ★  |                  |
| 05th | 2013年03月13日 | 你就是希望         | 浪漫墨魚燒                |    |                  |
| 05th | 2013年03月13日 | 你就是希望         | 念力的可能性              |    |                  |
| 06th | 2013年07月03日 | Girls' Rule        | Girls' Rule               | ★  | 選拔             |
| 06th | 2013年07月03日 | Girls' Rule        | 世界上最孤獨的Lover       | ★  |                  |
| 06th | 2013年07月03日 | Girls' Rule        | 從其他星星而來            | ★  |                  |
| 06th | 2013年07月03日 | Girls' Rule        | 人們的樂器                |    |                  |
| 7th  | 2013年11月27日 | 髮夾               | 如此的笨蛋・・・          | ★  |                  |
| 7th  | 2013年11月27日 | 髮夾               | 初戀的人在現在            | ★  |                  |
| 08th | 2014年04月02日 | 察覺時已是單戀     | 呼吸的方法                |    |                  |
| 08th | 2014年04月02日 | 察覺時已是單戀     | 當出生時                  | ★  |                  |
| 09th | 2014年07月09日 | 夏天的Free&Easy    | 夏天的Free&Easy           | ★  | 選拔             |
| 09th | 2014年07月09日 | 夏天的Free&Easy    | 無能為力地待在你身邊      |    |                  |
| 09th | 2014年07月09日 | 夏天的Free&Easy    | 不說話的獅子              | ★  |                  |
| 09th | 2014年07月09日 | 夏天的Free&Easy    | 我如果不去的話會是誰去？  |    |                  |
| 10th | 2014年10月8日  | 第幾次的藍天？     | 迂迴的愛情                |    |                  |
| 10th | 2014年10月8日  | 第幾次的藍天？     | 那一天 我隨口說了一個謊言 | ★  | Center           |
| 11th | 2015年03月18日 | 生命如此美好       | 也許你沒有遇上我會更好吧  | ★  |                  |
| 12th | 2015年07月22日 | 太陽敲敲門         | 太陽敲敲門                | ★  | 選拔             |
| 12th | 2015年07月22日 | 太陽敲敲門         | 羽毛的記憶                | ★  |                  |
| 13th | 2015年10月28日 | 此刻，想說話的對象 | 此刻，想說話的對象        | ★  | 選拔             |
| 13th | 2015年10月28日 | 此刻，想說話的對象 | POPIPAPAPA                | ★  |                  |
| 13th | 2015年10月28日 | 此刻，想說話的對象 | 忘卻悲傷的方法            | ★  |                  |
| 13th | 2015年10月28日 | 此刻，想說話的對象 | 間隙                      |    |                  |
| 14th | 2016年03月23日 | 當春紫苑盛開時     | 當春紫苑盛開時            | ★  | 選拔             |
| 14th | 2016年03月23日 | 當春紫苑盛開時     | 憂鬱與泡泡糖              |    |                  |
| 15th | 2016年07月27日 | 赤腳Summer         | 秘密塗鴉                  | ★  |                  |
| 15th | 2016年07月27日 | 赤腳Summer         | 無處可去的我們            |    | 與伊藤萬理華合唱 |
| 16th | 2016年11月9日  | 再見的意義         | 再見的意義                | ★  | 選拔             |
| 16th | 2016年11月9日  | 再見的意義         | 孤獨的藍天                |    |                  |
| 17th | 2017年3月22日  | 大影響家           | 大影響家                  | ★  | 選拔             |
| 17th | 2017年3月22日  | 大影響家           | 坦率的故事                |    | 滿天星           |
| 18th | 2017年8月9日   | 蜃景               | 蜃景                      | ★  | 選拔             |
| 18th | 2017年8月9日   | 蜃景               | 女人無法獨自入眠          | ★  |                  |
| 18th | 2017年8月9日   | 蜃景               | 漫長夏日…                 |    |                  |
| 18th | 2017年8月9日   | 蜃景               | 能盡情哭泣不是很好嗎？    |    |                  |
| 19th | 2017年10月11日 | 及時行事           | 及時行事                  | ★  | 十一福神         |
| 19th | 2017年10月11日 | 及時行事           | 失眠症                    |    |                  |
| 20th | 2018年4月25日  | 同步巧合           | 同步巧合                  | ★  | 選拔             |
| 20th | 2018年4月25日  | 同步巧合           | Against                   | ★  |                  |
| 21st | 2018年8月8日   | 以自我為中心！     | 以自我為中心              | ★  | 選拔             |
| 21st | 2018年8月8日   | 以自我為中心！     | 空扉                      | ★  |                  |
| 21st | 2018年8月8日   | 以自我為中心！     | 我喜歡過你，但是…         |    |                  |
| 22nd | 2018年11月14日 | 想繞遠路回家       | 想繞遠路回家              | ★  | 選拔             |
| 23rd | 2019年5月29日  | Sing Out!          | Sing Out!                 | ★  | 選拔             |
| 24th | 2019年9月4日   | 黎明來臨前無須逞強 | 你，認識我嗎？            |    |                  |
| 25th | 2020年3月25日  | 幸福的保護色       | 幸福的保護色              | ★  | 十一福神         |

1. ↑  站位依據官方MV及演唱會正式呈現為參考依據
2. ↑  收錄於單獨發行的MV合集《ALL MV COLLECTION～當時的少女們～》

其他
| 發行日期       | 單曲名稱   | 參與歌曲名稱 | MV | 備註     |
| -------------- | ---------- | ------------ | -- | -------- |
| 2012年07月25日 | 大人彩色糖 | 不再綁雙馬尾 | ★  | 麻友坂46 |

### 專輯
乃木坂46
|      | 發行日期       | 專輯名稱         | 參與歌曲名稱     | 備註 |
| ---- | -------------- | ---------------- | ---------------- | ---- |
| 01st | 2015年01月07日 | 透明色           | 自由的彼方       |      |
| 02nd | 2016年05月25日 | 屬於我們的位子   | 契機             |      |
| 02nd | 2016年05月25日 | 屬於我們的位子   | 太陽的誘惑       |      |
| 02nd | 2016年05月25日 | 屬於我們的位子   | 環狀六號線       |      |
| 03rd | 2017年05月24日 | 最初的夢想       | 跳傘             |      |
| 03rd | 2017年05月24日 | 最初的夢想       | 指定溫度         |      |
| 03rd | 2017年05月24日 | 最初的夢想       | 對不起，果汁奶昔 |      |
| 04rd | 2019年4月17日  | 直到此刻化成回憶 | 毫無特色的戀愛   |      |

## 演出

### 電視劇
- 欺詐偶像（2012年1月14日－4月7日，東京電視台）：飾演 井上小百合[70]
- 東京特許許可局 第20集（2014年10月27日，NHK教育頻道）：飾演 靜（シズカ）[71]
- 初森BEMARS 第8集（2015年8月28日，東京電視台）：飾演 瀧谷小百合（滝谷サユリ）[72]
- 動物戰隊獸王者 第13集（2016年5月8日，朝日電視台）：飾演 五十嵐百合[73]
- 名偵探主廚 第1集（2021年5月31日，東京電視劇）：飾演 川出恵子[74]
- 駐在刑事 第三季 第4集（2022年2月4日，東京電視劇）：飾演 早瀨茜／木下薫[75]
- 歡迎光臨自助洗衣店（2022年7月7日－9月22日，東京電視台）：飾演 町田咲[76]
- Black Girls Talk 第5集（2024年3月4日，東京電視台）：飾演 水川秋奈[77]

### 電影
- THE MEDAL（2022年7月1日上映）：飾演 土方美菜[78][79]
- 仕掛人・藤枝梅安（2023年2月3日上映）：飾演 お千枝[80]

### 電視節目
- 偶像之穴〜尋找Nittelegenic！〜（日语：アイドルの穴〜日テレジェニックを探せ!〜）（2011年4月2日－6月18日，日本電視台）[8]
- 毒舌糾察隊（2017年7月30日，朝日電視台）[81]
- BANANA ZERO MUSIC「ヒーローソングSP」（2017年11月18日，NHK綜合台）[82]
- 東京2020帕運會大圖鑑 想為2年後的英雄和女英雄應援（2018年8月25日，NHK綜合台）澳大利亞輪椅橄欖球世界選手報導[83][84]

### 舞台劇
- 學蘭歌劇「帝一之國」系列：飾演 白鳥美美子[85]
  - 學蘭歌劇「帝一之國」（2014年4月18日－5月6日，PARCO劇場）[85]
  - 學蘭歌劇「帝一之國」-決戰的水舞-（2015年7月12日－20日，東京AiiA劇場（日语：アイアシアタートーキョー）／7月25日、26日 ，梅田藝術劇場）[86]
  - 學蘭歌劇「帝一之國」-血戰最終章-（2016年3月17日－27日，東京AiiA劇場）[87]
- 女子落語（2015年6月18日－28日，東京AiiA劇場）：飾演 波浪浮亭木胡桃[88][89]
- 所有的狗都上天堂（日语：すべての犬は天国へ行く）（2015年10月1日－12日，東京AiiA劇場）：飾演 快槍Elsa（早撃ちエルザ）[90][91]
- 大人的咖啡店 單獨公演 vol.9：未喝完咖啡就走的那個女孩（2016年4月21日－24日，CBGKシブゲキ!!）：飾演 來賓女主角[92]
- 女子落語貳〜跳躍時空蕎麥麵〜（2016年5月12日、14日、17日、19日、21日，東京AiiA劇場）：飾演 蕪羅亭魔梨威[93][94]
- 墓場，女高中生（2016年10月14日－22日，東京巨蛋城 THEATRE G-ROSSO（日语：シアターGロッソ））：飾演 西川[95]
- 薙刀社青春日記（2017年5月20日－30日，東京：EX THEATER ROPPONGI／6月2日－5日，大阪：森之宮Piloti Hall／6月9日一11日，名古屋：愛知縣藝術劇場）：飾演 八十村將子[96][97]
- 音樂劇「夜曲」nocturne（2017年12月14日－18日，東京藝術劇場 Play House）：飾演 小夜（サヨ）[98]
- 若様組まいる〜アイスクリン強し〜（2018年4月27日－5月6日，日光劇場）：飾演 紫堂志奈子[99]
- 乃木坂46版音樂劇 美少女戰士（2018年6月8日－24日，天王洲 銀河劇場／9月21日－30日，赤坂ACT劇場）：飾演 水手月亮／月野兔（Team STAR）[100]
- 愛之Rekitheater「The Beginning of Love」（2019年3月10日－24日，東京：TBS赤坂ACT劇場／3月30日、31日，大阪：ORIX劇場）：飾演 くノ一さん[101]
- 高橋悠也×東映Theater Project TXT vol.1「SLANG」（2019年6月20日－30日，讀賣大手町音樂廳）：飾演 オネム[102]
- LITTLE WOMEN －若草語物－（2019年9月3日－25日，日比谷創新劇院）：飾演 ベス[103]
- 扶桑花女孩 -dance for smile-（2019年10月18日－27日、東京：日本青年館／11月2日－4日、大阪：Sankei Hall Breeze）：飾演 谷川紀美子（主演）[104][105]
- 天堂的書店（2020年1月17日－25日，東京：讀賣大手町音樂劇／1月31日－2月2日，大阪：Sankei Hall Breeze）：飾演 ユイ[106]
- 音樂劇「恐怖小店」：飾演 奧黛麗[107]
  - 初演（2020年3月20日－27日，東京：創新劇院；無觀眾網絡配信，由於疫情擴大影響公演延期，原公演日程自3月27日後皆取消[108]。）[109]
  - 再演（2021年8月26日－9月11日，創新劇院）[110]
- DISTANCE 一人芝居「齷齪和accept」（2020年6月1日，本多劇場；無觀眾網絡配信）[111]
- 塚公平死後10年追悼活動 朗讀 蒲田行進曲完結編「阿銀死了」（2020年7月10日－12日／追加公演：7月23日－26日，紀伊國屋Hall）：飾演 小夏（女主角）[112]
- DISTANCE -TOUR-「ワイルドなサイドを行け！」（2020年8月11日，本多劇場）[113]
- ヴィレッヂプロデュース 2020 Series Another Style「咔嚓咔嚓山」（2020年10月4日－16日，東京建物 Brillia HALL）：飾演 兎[114]
- TXT vol.2「ID」（2021年6月17日－27日，東京：讀賣大手町音樂廳／7月2日－4日，大阪：Sankei Hall Breeze）[115]
- SUGARBOY 4th.「Gold Mountain」（2021年11月19日－12月5日，新宿シアタートップス）[116]
- 奇蹟 miracle one-way ticket（2022年3月18日－4月10日，東京：世田谷公共劇場／4月13日－17日，大阪：森之宮Piloti Hall）：飾演 馬利莫（マリモ）[117][118]
- 朗讀劇「聽眾的星空」（2022年4月27日－5月1日，紀伊國屋書店 高島屋）[119]
- BE MORE CHILL（2022年7月25日－8月10日，東京：新國立劇場 中劇場／8月20日－21日，福岡：運河城劇院／8月27日－29日，大阪：COOL JAPAN PARK OSAKA）：飾演 クリスティン[120]
- シス・カンパニー公演「ショウ・マスト・ゴー・オン」（2022年11月7日－13日，福岡：運河城劇院／11月17日－20日，京都：京都劇場／11月25日－12月27日，東京：世田谷公眾劇場）[121]
- 舞台「博士の愛した数式」（2023年2月11日－16日，長野：松本市民藝術館小Hall／2月19日－26日，東京：東京藝術劇場 西劇場）：飾演 ルート[122]
- ダ・ポンテ～モーツァルトの影に隠れたもう一人の天才～（2023年6月21日－25日，1010劇場／7月9日－16日，東京建物 Brillia HALL）：飾演 フェラレーゼ[123]
- 音樂劇「浜村渚的計算筆記」（2023年8月26日－27日，福岡：運河城劇場／9月1日－3日，大阪：森之宮Piloti Hall／9月9日－10日，愛知：愛知縣產業勞動中心／9月14日－18日，東京：日光劇場）：飾演 キューティー・オイラー[124]
- 瑟堡的雨傘（2023年11月4日－26日，東京：新橋演舞場／12月3日－10日，大阪：大阪松竹座／12月14日－16日，廣島：廣島文化學園 HBG Hall）：飾演 マドレーヌ[125]
- J-CULTURE FEST presents 井筒装束シリーズ 詩楽劇「沙羅の光〜源氏物語より〜」（2024年1月3日－7日，東京國際論壇 B7廳）：飾演 紫の上[126]
- ＋α（プラスアルファ）vol.0「プラマイプラス」（2024年4月，後因共同演出的小山惠美身體不適而取消演出）[127][128]

### 電台節目
- 電台啊！星期日（日语：らじらー!）（2017年12月3日－2019年2月10日，NHK廣播第1頻率）- 副主持人[27]
- FM劇場「手を振る仕事」（2021年4月24日，NHK-FM）[129]
- 青春冒險「世界から歌が消える前に」（2021年12月20日－12月24日，NHK-FM）：飾演 Peyton（主演）[130]
- 井上小百合 in the backstage!（2022年2月12日，文化放送）- 主持人[131]
- 特集オーディオドラマ「さざ波のみち」（2022年8月13日，NHK-FM）：飾演 Totome（主演）[132]
- 青春アドベンチャー「火星ダーク・バラード」（2024年2月12日－23日，NHK-FM）[133]

### 配音
- LORD of VERMILION 紅蓮之王（2018年7月14日－9月29日，TOKYO MX）：飾演 杜克斯（ドゥクス）[134]

### 模特兒
- Toppa4（2009年10月18日－2010年，樂天）[7]

### 活動
- 節日2017（2017年10月1日，本庄綜合公園體育館）[22]
- りあるぱちもんずpresents 「PLAY×PRAY」（2023年2月19日，Veats Shibuya）[135]
- りあるぱちもんずPresents『 PLAY×PRAY ~毎度急ですみません②~』（2023年4月15日，澀谷WWW）[136]

## 書籍

### 寫真集
- 季刊 乃木坂 vol.1 早春（2014年3月5日，東京新聞通信社）[137]
- 存在（2018年12月12日，光文社）[138][139]

## 外部連結
- 井上小百合官方粉絲俱樂部（日語）
- 舊官方粉絲俱樂部（2020年8月5日－2024年7月31日）（日語）
- SIS company個人介紹頁 （页面存档备份，存于）（日語）
- 井上小百合的X（前Twitter）（2020年5月1日－）（日語）
- 井上小百合的Instagram帳戶（2022年9月16日－）（日語）
- YouTube上的井上小百合 / Sayuri Inoue頻道（日語）

乃木坂46時期
- 乃木坂46 井上小百合 個人簡介（2011年8月21日－2020年5月28日）（日語）
- 乃木坂46 井上小百合 官方部落格（2011年11月13日－2020年5月28日）（日語）
- 井上小百合 官方755（2014年11月2日－2020年4月27日）（日語）
- 井上小百合1st寫真集【公式】的X（前Twitter）（页面存档备份，存于）（日語）
- 井上小百合1st寫真集【公式】的Instagram帳戶（日語）
- 井上 小百合（乃木坂46）的SHOWROOM專頁（页面存档备份，存于）（日語）

乃木坂46時期前
- 井上小百合 官方部落格 - GREE（2011年3月29日－8月18日）（日語）